# Гарсія II
Гарсія II (порт. Garcia II) або Нканґа-а-Лукені-а-Нзензе-а-Нтумба (кон. Nkanga a Lukeni a Nzenze a Ntumba; 1615 — 23 січня 1660) — двадцять третій маніконго центральноафриканського королівства Конго.

## Біографія
Гарсія та його брат Алвару народились у родині нащадка маніконго Афонсу I — принцеси Лукені, онуки Анни Нтумби, яка в свою чергу була донькою Афонсу I. Батько звався Нлаза. Обидва навчались в єзуїтському коледжі в Сан-Сальвадорі.
Обидва брати надавали допомогу королю Алвару IV, коли проти нього було організовано змову частиною місцевої знаті. За свої заслуги Гарсія отримав від маніконго титул маркіза Кіови й невеличке володіння на південному березі річки Конго. Втім 1636 року Алвару V замислив позбавитись братів, остерігаючись зміцнення їхньої могутності. Та зрештою Алвару V було вбито, а престол зайняв старший брат Гарсії Алвару VI.
22 січня 1641 року Алвару VI помер за нез'ясованих обставин, а перед виборами нового правителя Гарсія стягнув свої сили до столиці та змусив знать проголосити новим маніконго його. Невдовзі після сходження Гарсії на престол голландська армада ввійшла до Луанди, що перебувала під владою португальців. Оскільки між Конго й Голландією існував союзний договір, Гарсія II відрядив свої війська на допомогу голландцям. 1642 року до Конго прибуло посольство з Голландії, в результаті чого було підписано нову угоду про співпрацю. Єдине, від чого відмовився маніконго, була пропозиція відрядити до Конго кальвіністського проповідника, оскільки офіційною релігією країни було католицтво.
Гарсія сподівався, що голландці допоможуть йому в вигнанні португальців з Анголи, втім вони обмежились захопленням Луанди. Голландці мали на меті створити там центр торгівлі, дозволивши португальцям жити на решті території Анголи. Разом з тим, голландські солдати допомогли маніконго придушити повстання в провінції Нсала.
1643 року, коли було розірвано відносини між голландцями та Португалією, Гарсія допомагав голландцям відтиснути португальців углиб країни. Втім навіть після того голландці не намагались остаточно вигнати португальців з їхніх територій. Водночас Гарсія через внутрішню боротьбу з місцевими кланами вже не міг надавати голландцям свої війська для допомоги в їхній кампанії проти португальців в Анголі.
На внутрішніх фронтах Гарсія мав конфлікт із Даніелем да Сілвою. 1645 року він намагався вигнати да Сілву з Сойо, та не зміг. Командував королівськими військами старший син і спадкоємець Гарсії, який потрапив у полон під час тієї кампанії. Наступного року Гарсія спробував звільнити спадкоємця, але теж невдало. Зважаючи на незначну допомогу з боку маніконго, голландці не змогли витиснути голландців з укріплень. А 1648 року на допомогу останнім прийшли загони з Бразилії, що змусило голландців відмовитись від їхніх планів.
Після завершення війни між голландцями та португальцями Гарсія спробував налагодити відносини з останніми. Губернатор Анголи, Сальвадор Коррея де Са, вимагав від маніконго підписання договору за вкрай невигідними для Конго умовами, зокрема він наполягав на відмові від володінь на південь від річки Бенго, сплаті компенсації та інших поступках. Договір було представлено 1649 року, й хоч його не підписала жодна зі сторін, Гарсія почав сплату компенсації.
1645 року до країни почали прибувати італійські та іспанські місіонери з ордена капуцинів. Попри ту допомогу, яку надавали країні місіонери, схильний до підозрілості маніконго 1652 року звинуватив капуцинів в організації змови проти нього, також він звинуватив стару й шановану королеву Леонор у підтримці місіонерів з цього питання. Вона померла в ув'язненні, що значно похитнуло авторитет правителя серед народу.
1655 року Гарсія ще раз спробував захопити Сойо, а наступного року два сини Педру II вдались до спроби повалити його. В той же період на територію Конго вторглись португальці. Гарсія II все ж зумів відбити атаку, а також 1657 року перемогти синів Педру II, таким чином знищивши династію Кінканґа.
Гарсія помер 1660 року. Після того трон зайняв його другий син Антоніу I.